# Airlangga
Airlangga est un roi javanais qui règne de 1019 à 1045 sur Kahuripan.

## Biographie
Il est surtout connu dans la tradition javanaise par une inscription datée de 1041 dans laquelle il mentionne une « grande catastrophe » dont il aurait sauvé le pays à la demande des brahmanes, qui en récompense l'auraient intronisé. C'est aussi Airlangga qui, avec une inscription précédente datée de 1021 apr. J.-C., interrompt un « silence » de près de 70 ans dans l'épigraphie javanaise. La précédente inscription royale est datée de 948 sous le règne du roi Mpu Sindok, dont on sait qu'il a déplacé sa capitale du centre dans l'est de Java.
C'est d'ailleurs dans un texte de l'époque d'Airlangga qu'on retrouve une mention de Sindok. La « pierre de Calcutta », ainsi nommée parce qu'elle est conservée au Musée indien de Calcutta, et datée de 1041, décline la généalogie d'Airlangga en la faisant remonter jusqu'à Sindok. On apprend ainsi qu'après la mort de ce dernier en 948, sa fille Sri Isana Tunggawijaya monte sur le trône. Le fils d'Isana, Sri Makutawangsawardhana lui succède. L'union de la fille de Makutawangsawardhana, Mahendradatta, avec le prince balinais Udayana, donnera naissance à Airlangga. Ce dernier affirmait ainsi être l'arrière-arrière-petit-fils de Sindok.
Avec Airlangga, le centre de gravité du pouvoir est désormais dans l'est de l'île. Son royaume, Janggala, était constitué de l'arrière-pays au sud-ouest de l'actuelle Surabaya, dans la vallée aval du fleuve Brantas. Sa capitale s'appelait Kahuripan. On peut penser que l'essor de Java-Est a été rendu possible par l'affaiblissement du royaume de Sriwijaya dans le sud de Sumatra après une expédition lancée contre ce dernier en 1025 par le roi Rajendra Choladeva de Tanjavûr en Inde du Sud.
C’est sous le règne d'Airlangga que les Javanais traduisent la grande épopée indienne du Mahābhārata et créent une littérature dans la langue locale, que les auteurs appellent vieux-javanais. Sous Airlangga un poète, Mpu (« maître ») Kanwa, écrit l'Arjunawiwaha, « le mariage d'Arjuna », de 1028 à 1035.
Les régions contrôlées par Airlangga comprenaient le pays de Janggala proprement dit et le pays de Daha (ou Kediri) dans l'est de Java, ainsi que les pays de Mataram et Kedu, et le royaume côtier que les annales chinoises de l'époque appellent Ho-ling, dans le centre de l'île. Airlangga abdique en 1045 pour se retirer dans un monastère. Il partage alors son royaume en deux, Janggala et Kediri.
Une tradition veut que la sépulture d'Airlangga soit contenue dans le temple de Belahan sur le flanc est du mont Penanggungan au sud de Surabaya.